# Дачное сельское поселение (Татарстан)
Дачное се́льское поселе́ние — муниципальное образование в Высокогорском районе Татарстана Российской Федерации.
Административный центр — посёлок Дачное.

## История
Статус и границы сельского поселения установлены Законом Республики Татарстан от 31 января 2005 года № 20-ЗРТ «Об установлении границ территорий и статусе муниципального образования "Высокогорский муниципальный район" и муниципальных образований в его составе».

## Население
| 2010 | 2011 | 2012 | 2013 | 2014 | 2015 | 2016 |
| ---- | ---- | ---- | ---- | ---- | ---- | ---- |
| 701  | ↗702 | ↗713 | ↗716 | ↘703 | ↗724 | ↗732 |
| 2017 | 2018 |      |      |      |      |      |
| ↘723 | ↗729 |      |      |      |      |      |

## Состав сельского поселения
| № | Населённый пункт | Тип населённого пункта          | Население |
| - | ---------------- | ------------------------------- | --------- |
| 1 | Дачное           | посёлок, административный центр |           |
| 2 | Яшь Кеч          | деревня                         |           |